# Cerasmatrichia
Cerasmatrichia is een geslacht van schietmotten uit de familie Hydroptilidae.

## Soorten
Deze lijst van 6 stuks is mogelijk niet compleet.
- C. adunca (OS Flint, 1991)
- C. argylensis Flint, Harris & Botosaneanu, 1994
- C. dominicensis (OS Flint, 1968)
- C. spinosa Flint, Harris & Botosaneanu, 1994
- C. trinitatis Flint, Harris & Botosaneanu, 1994
- C. wirthi (OS Flint, 1968)